# Лукс (пас)
Лукс је био пас, расе немачки овчар, који је у току Народноослободилачке борбе, током 1942. и 1943. припадао Јосипу Брозу Титу, Врховном команданту НОВ и ПОЈ. Славу је стекао подвигом у току битке на Сутјесци, 9. јуна 1943, када је спасао живот Титу. Често се погрешно назива Рекс.
Први сусрет Тита и Лукса догодио се 15. јула 1942. у босанском градићу Прозору, који је два дана пре тога ослобођен од Италијана. Истог дана, по ослобођењу града, Тито и чланови Врховног штаба НОП и ДВЈ дошли су у Прозор. У дворишту куће, у којој је Тито боравио, непрекидно је лајао немачки овчар, који је био везан. Чувши силно лајање, Тито је изашао из куће и рекао свом пратиоцу Радету Ристановићу да одвеже пса. Пас је и даље лајао и скакао тако да му пратилац није могао прићи.
Тито је ово посматрао и потом пришао псу. Проговарајући неколико немачких речи (пас је по свој прилици припадао неком немачком официру, који се налазио са Италијанима у Прозору), пас се умирио и престао да лаје. Тито га је помиловао и одвезао са ланца и потом повео са собом. Тада му је и дао име Лукс. Од тог тренутка, па све до своје смрти јуна 1943. на Зеленгори, пас се непрекидно налазио уз Тита. Заједно са њим боравио је у Гламочу, Млиништу, Босанском Петровцу, Бихаћу и Јајцу, а заједно су прошли кроз Четврту непријатељску офанзиву на Неретви.
У току битке на Сутјесци, 9. јуна 1943, Тито, чланови Врховног штаба и чланови британског Одељења за везу, који су неколико дана раније дошли у Врховни штаб, налазили су се на Озрену, једном од врхова Зеленгоре. Приликом немачког бомбардовања партизанских положаја, једна бомба је пала у близини колоне у којој су се кретали чланови Врховног штаба. Тада су се сви присутни бацили на земљу. Тито се бацио уз једно оборено дебло букве. У том тренутку Лукс, који је био дресирани немачки пас, инстиктивно се бацио на Тита и скоро га читавог прекрио. То је Тита спасило сигурне смрти, јер је Лукс остао на месту мртав изрешетан гелерима, док је Тито само рањен у леву руку. Од исте бомбе страдало је неколико људи – шеф британског Одељења за везу при НОВ и ПОЈ капетан Бил Стјуарт, командант Четврте црногорске бригаде Василије Ђуровић Вако и Титов пратилац Ђуро Вујовић Шпанац, народни херој.
Приликом Титовог боравка у Млиништу, код Мркоњић Града, септембра 1942, настало је неколико познатих Титових ратних фотографија, а једна од њих је и позната фотографија са псом Луксом. После Луксове смрти, Тито је добио новог пса, такође немачког овчара – Тигра. Са овим новим псом, настало је неколико познатих Титових ратних фотографија, па се често ова два пса мешају.